# Цеге-фон-Мантейфель, Готгард Иоганн Андреевич
Граф (с 1759) Готгард Иоганн Андреевич Цеге-фон-Мантейфель (нем. Gotthard von Manteuffel; 1690 — 1763) — российский государственный деятель, «первый эстляндский ландрат», основатель графской ветви рода Цеге-фон-Мантейфелей.

## Биография
Родился в 1690 году в семье остзейского немецкого дворянина, полковника шведской службы Андреаса Цеге-фон-Мантейфеля (1665–1706). Богатый землевладелец, владевший десятком поместий в Эстляндии и Лифляндии и собственным домом в Ревеле (Таллине) на Соборном холме (холме Тоомпеа). 
Грамотой австрийского императора Франца I, от 27 (16) апреля 1759 года, старший ландрат Эстляндии Готгард Иоганн Андреевич Цеге-фон-Мантейфель(1690—1763) был возведён, с нисходящим его потомством, в графское Священной Римской империи достоинство. На принятие означенного достоинства и пользование им в России последовало, 15 марта 1762 года, Высочайшее соизволение императора Петра III.
С 1713 года был женат на Маргарите Елизавете фон Гюнтерсберг (1692–1780), имел в этом браке нескольких сыновей.
Скончался в 1763 году. После смерти мужа его вдова активно занималась благотворительностью.